# Down Boys
"Down Boys" é o single de estreia da banda de hard rock e glam Warrant. O single foi lançado em 1989 e pertence ao álbum Dirty Rotten Filthy Stinking Rich.

## Faixas
7" Single
| N.º | Título       | Duração |  |
| 1.  | "Down Boys"  | 3:58    |  |
| 2.  | "Cold Sweat" | 3:29    |  |

## Desempenho nas paradas musicais
| Parada musical (1989)                                 | Melhor posição |
| ----------------------------------------------------- | -------------- |
| Estados Unidos (Billboard Hot 100)                    | 27             |
| Estados Unidos (Billboard Hot Mainstream Rock Tracks) | 13             |
| Nova Zelândia (RIANZ)                                 | 50             |